# 下関市立しものせき水族館
下関市立しものせき水族館（しものせきしりつしものせきすいぞくかん）は、山口県下関市唐戸地区あるかぽーとにある水族館。2001年（平成13年）4月1日に開業した。愛称は海響館（かいきょうかん）。指定管理者制度により、公益財団法人下関海洋科学アカデミーが管理・運営を行っている。

## 歴史
かつて下関市には長府地区に1956年（昭和31年）11月29日に開館した「下関市立水族館」があったが、老朽化が進んできたことから当館を建設・移転することとなり、ウォーターフロント開発の一環として1991年（平成3年）12月には下関市役所内に水族館整備研究会が設置され、1999年（平成11年）2月から当館の本工事が開始された。しかし旧下関市立水族館は当館建設中の1999年9月24日に上陸した台風18号で甚大な被害を受け、一部の動物などの海への流失など壊滅的被害が出たため、当館の開館を待たず2000年（平成12年）12月に閉館した。
当館は2001年（平成13年）3月に竣工し、同年4月1日に旧水族館の役割を継承する形で開館した。その後、2010年（平成22年）3月1日には「下関市と深い関わりがあり、集客効果も高い動物」との理由からペンギンを中心に展示した水族館としてリニューアルオープンした。展示生物数は2010年3月時点で約550種・約25,000点におよぶ。
2024年（令和6年）12月1日から大規模改修のため長期休館に入り、2025年（令和7年）夏に再オープンする予定である。

## 展示
フグが名産品となっている土地の利を生かし、世界でも最多級となる100種類以上のフグ目魚類を展示している。水族館の大屋根の形状は大型水生動物（クジラ・イルカ）をイメージして設計されている。

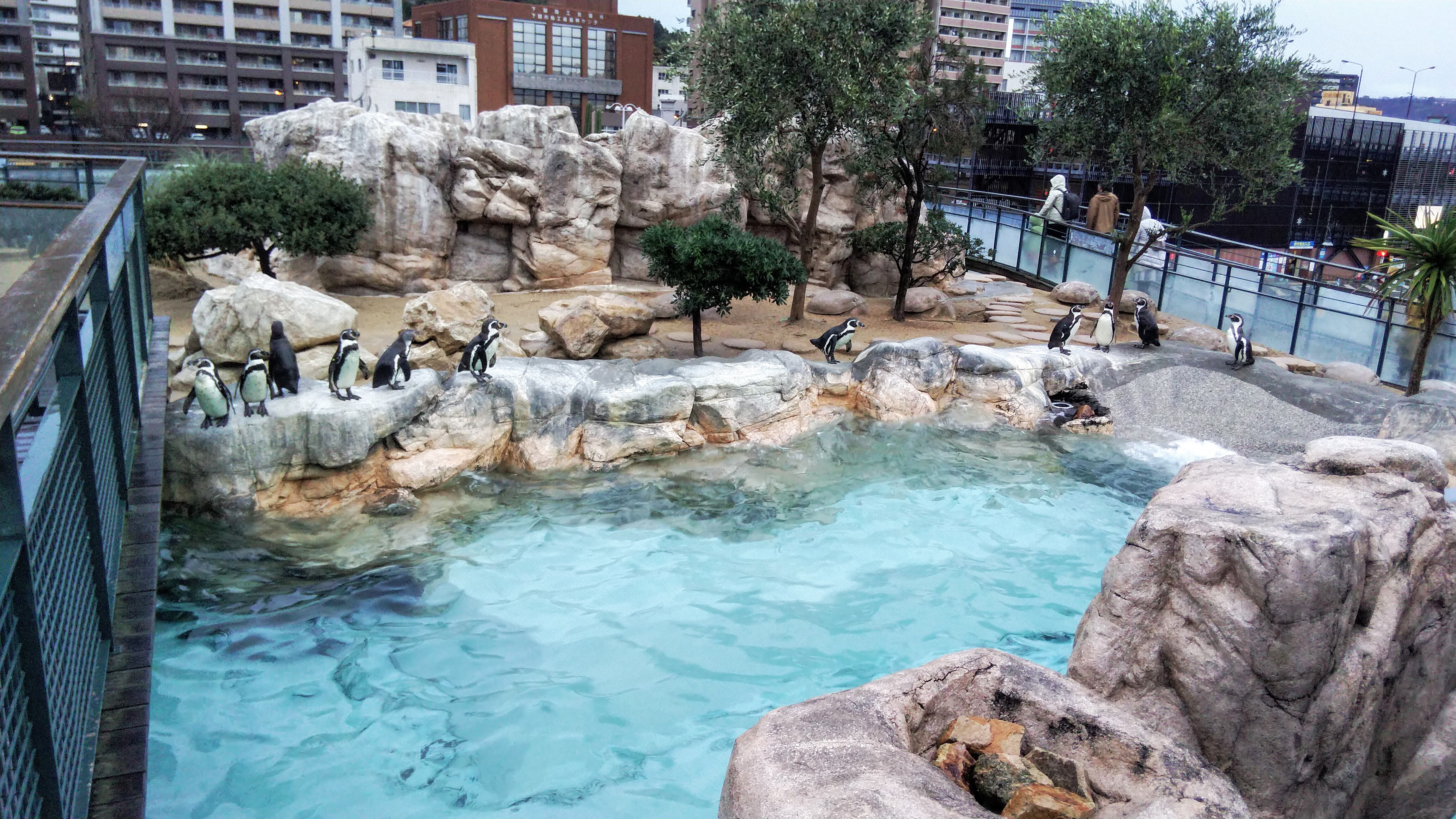
館内の「フンボルトペンギン特別保護区」

また2階の「フンボルトペンギン特別保護区」 はフンボルトペンギンの重要な生息地であるチリ・アルガロボ島の環境を再現しており、チリ国立動物園などからなるチリ国立サンティアゴ・メトロポリタン公園より同種の生息域外重要繁殖地として指定を受けている。
イメージキャラクターとして小倉優子がおり、不定期で小倉出演のCMが山口県と近隣で放送される。しかし最近は展示内容の充実もあり、展示内容そのものを前面に押し出した広告が中心となっている。

### シロナガスクジラの全身骨格標本
1階の無料ゾーンには世界に数体しか存在せず、日本国内では唯一となるシロナガスクジラの全身骨格標本（実物）が展示されている。
同個体は1880年代にノルウェー北部フィンマルク沖で捕獲されたもので、長さは約26メートルにおよび、生息時の体重は106トンと推定されている。100年以上にわたりノルウェー・トロムソ大学博物館で保存されていたが、国際捕鯨委員会（IWC）科学委員会が推進する「シロナガスクジラ回復プロジェクト」に関連した日本・ノルウェーの共同研究用資料として日本にもたらされ、同博物館より無償貸与・展示されている。またくじらの博物館（和歌山県東牟婁郡太地町）・道の駅和田浦WA・O!（千葉県南房総市）にてそれぞれこの骨格標本のレプリカが展示されている。

## 周辺

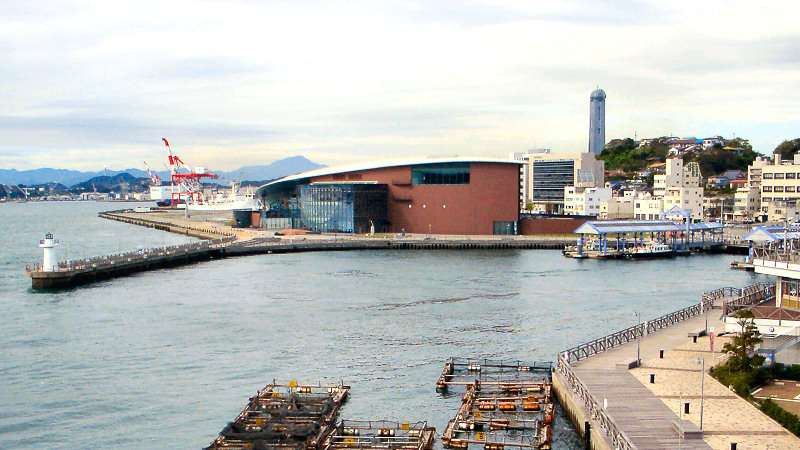
東側・唐戸市場より

- 唐戸桟橋
  - 関門汽船 - 門司港への高速船
- 唐戸市場
- 唐戸商店街
- カモンワーフ（飲食施設）
- はい!からっと横丁
- 旧下関英国領事館
- 旧秋田商会ビル
- 下関南部町郵便局

他

## アクセス
- JR西日本下関駅からサンデン交通バス唐戸方面行きで「海響館前」「唐戸」下車徒歩3分（下関港国際ターミナルからも下関駅前にてバス乗り換え）。
- JR西日本新下関駅からサンデン交通バス唐戸経由下関駅行きで「唐戸」「海響館前」下車徒歩3分。
- 関門汽船唐戸桟橋から徒歩3分。